# Морозов, Михаил Ильич
Михаил Ильич Морозов (1922—1943) — старший лейтенант Рабоче-крестьянской Красной Армии, участник Великой Отечественной войны, Герой Советского Союза (1943).

## Биография
Михаил Морозов родился 24 января 1922 года в городе Борисове (ныне — Минская область Белоруссии). После окончания Борисовского педагогического училища в 1939 году работал учителем в сельской школе. В мае 1941 года Морозов был призван на службу в Рабоче-крестьянскую Красную Армию. В 1942 году ускоренным курсом он окончил Сумское артиллерийское училище. С июля того же года — на фронтах Великой Отечественной войны.
К августу 1943 года старший лейтенант Михаил Морозов командовал 1-й батареей 886-го артиллерийского полка 322-й стрелковой дивизии 17-го гвардейского стрелкового корпуса 13-й армии Центрального фронта. Отличился во время освобождения Украинской ССР. Батарея Морозова с боями в августе-сентябре 1943 года прошла около 450 километров, уничтожив 3 артиллерийских орудий, 1 миномёт, 2 пулемёта, 7 автомашин, около 460 солдат и офицеров противника, отразила пяти немецких контратак. В боях на плацдарме на реке Сейм Морозов был ранен, но остался в строю. Под его руководством батарея успешно переправилась через Десну и Днепр и приняла активное участие в боях за захват и удержание плацдармов на их западных берегах.
Указом Президиума Верховного Совета СССР от 16 октября 1943 года за «успешное форсирование реки Днепр севернее Киева, прочное закрепление плацдарма на западном берегу р. Днепр и проявленные при этом отвагу и геройство» старший лейтенант Михаил Морозов был удостоен высокого звания Героя Советского Союза. Орден Ленина и медаль «Золотая Звезда» он получить не успел, так как 18 ноября того же года пропал без вести в боях под Коростышевом.
В честь Морозова названы улицы в Луцке и Борисове.